# Ligdia zonata
Ligdia zonata är en fjärilsart som beskrevs av George Francis Hampson och Louis Beethoven Prout. Ligdia zonata ingår i släktet Ligdia och familjen mätare. Inga underarter finns listade i Catalogue of Life.